# Specjalności harcerskie

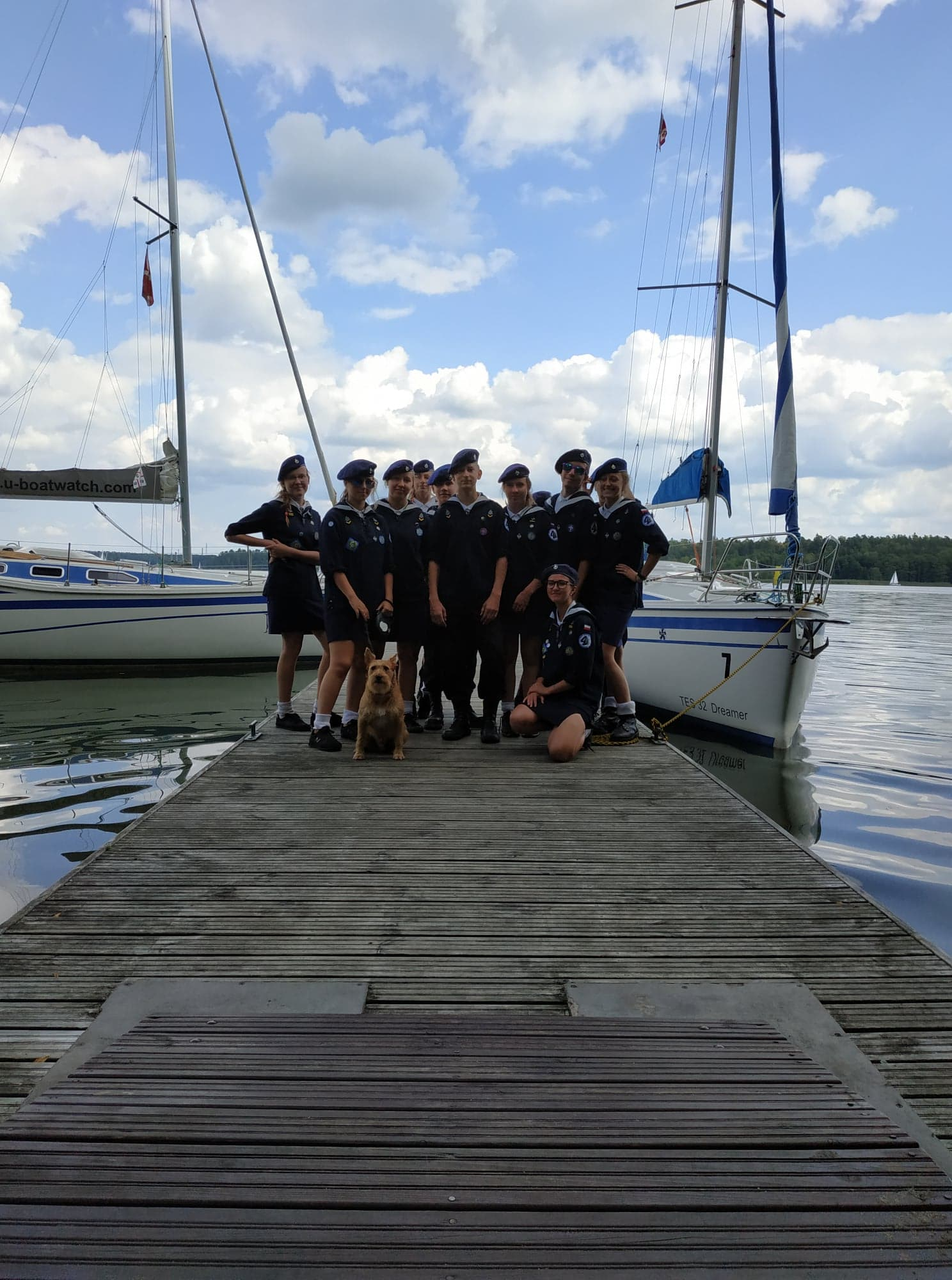
Typowe umundurowanie członka drużyny wodnej. Na zdjęciu wędrownicy z 4 Harcerskiej Drużyny Wodnej "HOOK" w Rudzie Śląskiej.

Specjalności harcerskie – wybrana dziedzina harcerskiego programu wychowawczego, którą w sposób szczególny i pogłębiony zajmują się harcerze w drużynach i klubach.
Niektóre specjalności (np. wodna) wyróżniają się odmiennym niż inne drużyny umundurowaniem lub tzw. plakietką specjalnościową umieszczaną na prawym rękawie koszuli mundurowej.
W pracy drużyny specjalnościowej pojawiają się różne problemy. Jednym z najczęstszych jest pogodzenie specjalności z tradycyjną aktywnością harcerską. Można też powiedzieć, że harcerstwa nie trzeba godzić ze specjalnością, bo program specjalnościowy jest tylko uzupełnieniem klasycznego programu harcerskiego.

## Specjalności Harcerskie wZHP
W ZHP wyróżnia się następujące specjalności:
- Artystyczna,
- Ekologiczna,
- Historyczno-Rekonstrukcyjna,
- Jeździecka i kawaleryjska,
- Lotnicza,
- Łącznościowa (m.in. Harcerski Klub Łączności),
- Obronna,
- Poczta Harcerska,
- Pożarnicza,
- Ratownicza,
- Służby Granicznej,
- Służby Zabezpieczenia i Służby Ruchu Drogowego,
- Sportowa,
- Techniczna,
- Turystyczna (m.in. Harcerski klub turystyczny),
- Wodna i Żeglarska,
- Krwiodawstwo

## Oznaczeniafunkcjiw drużynach Specjalnościowych
W drużynach specjalnościowych oznaczenia funkcji są takie same jak w drużynach, które nie posiadają specjalności.
- Brązowy – zastępowy
- Zielony – przyboczny
- Granatowy – drużynowy

Jedynym wyjątkiem jest funkcja pod załogowego (pod przyboczny) w drużynach wodnych wielopoziomowych, taka osoba posiada sznur podstawowej funkcji z zielonym suwakiem.
Istnieją też harcerskie kluby specjalnościowe, gdzie funkcja oznaczana jest w sposób następujący:
- Czerwony – szef klubu specjalnościowego

## Program zdobywania specjalności
| Zdobywanie stopni, sprawności, znaków służb, realizacja projektów o tematyce specjalnościowej | Zbiórki dotyczące wybranej specjalności | służba specjalnościowa na rzecz środowiska i społeczności lokalnej | Współpraca z instytucjami i organizacjami specjalistycznymi |
| --------------------------------------------------------------------------------------------- | --------------------------------------- | ------------------------------------------------------------------ | ----------------------------------------------------------- |
| Wybór nazwy i bohatera, a także obrzędowości związanej ze specjalnością                       | Udział w kursach specjalnościowych      | Udział w konkursach, festiwalach, itp.                             | Wymiana doświadczeń ze środowiskami naszej specjalności     |

## Działanie drużyny specjalnościowej
| Doskonalenie instrumentów metodycznych łączących szkolenie harcerskie i specjalnościowe | Dobór różnych form pracy specjalnościowej (rajdy, biwaki, wędrówki) | Stała służba specjalnościowa na rzecz środowiska i społeczności lokalnej | Członkostwo indywidualne lub zbiorowe w organizacjach specjalnościowych   |
| --------------------------------------------------------------------------------------- | ------------------------------------------------------------------- | ------------------------------------------------------------------------ | ------------------------------------------------------------------------- |
| Tworzenie obrzędowości i tradycji specjalnościowej drużyny                              | Organizacja i udział w kursach specjalnościowych                    | Współorganizowanie i udział w zlotach, festiwalach, konkursach           | Stała współpraca z inspektoratem Głównej Kwatery ZHP lub Komendy Chorągwi |
|                                                                                         | Podnoszenie kwalifikacji specjalnościowych drużynowego              | Pozyskiwanie i konserwacja sprzętu specjalnościowego                     |                                                                           |

## Specjalności harcerskie wZHR
W ZHR również występują drużyny specjalnościowe.